# Mortimer (famiglia)
La famiglia Mortimer fu nel Medioevo una potente casata delle Marche gallesi, che aveva il suo punto focale nel castello di Wigmore, nell'Herefordshire, e i suoi membri ebbero il titolo di conte a partire dal XIV secolo.

## Origini
Il nome Mortimer deriva dal paese di Mortemer (Mortemer-en-Brai) nell'alta Normandia.
Il capostipite del casato, Roger "Filius Episcopi" (figlio di Hugues I, vescovo di Coutances), ne adottò il nome dopo che riuscì ad ottenerne il castello da William FitzOsbern, I conte di Hereford per i servizi resi a fianco del duca di Normandia, Guglielmo il Conquistatore.
Trasferitasi in Inghilterra al seguito di Guglielmo il Conquistatore, la famiglia Mortimer fu a lungo la signoria feudale di Wigmore. Si trova nel Domesday Book tra quelle a reddito medio (la baronia inglese rendeva tra le 200 e le 400 libbre annue).
Durante i regni di Guglielmo II e Enrico I, con Ranulph de Mortimer, era una delle famiglie che avevano ancora importanti feudi in Normandia e, inizialmente, era annoverata tra i sostenitori di Roberto II Cosciacorta.

## Ascesa ed estinzione del casato
Il casato dei Mortimer assurse lentamente al potere, grazie alla fedeltà mostrata alla nascente dinastia dei Plantageneti, che gli diede terre e titoli. 
Ruggero Mortimer, I conte di March, dal 1327 fu l'amante della regina madre, Isabella di Francia e per tre anni resse le sorti (re senza corona) del regno d'Inghilterra, divenendo l'uomo più ricco d'Inghilterra.
Tuttavia successivamente venne arrestato, accusato di tradimento e, prima di essere giustiziato per impiccagione, venne destituito di tutte le cariche e i titoli che aveva, per cui tutta la sua famiglia venne a trovarsi in una situazione di profondo disagio.
Suo nipote Ruggero Mortimer, II conte di March, riuscì a riconquistare buona parte dei possedimenti persi e a diventare il connestabile dell'esercito inglese per l'invasione della Francia, dal 1359 fino alla morte.
Edmondo Mortimer, III conte di March, sposò Filippa Plantageneta, nipote di re Edoardo III; con questo matrimonio, il casato dei Mortimer si trovò ad essere molto vicino al trono inglese.
Il figlio Ruggero Mortimer, IV conte di March, come il padre lord luogotenente d'Irlanda, fu designato da re Riccardo II, senza discendenza, quale erede al trono d'Inghilterra.
Ma quando Riccardo II fu deposto nel 1399, le rivendicazioni dei Mortimer furono ignorate e il potere andò a Enrico di Lancaster.
Queste pretese furono poi trasmesse nel 1425, all'estinzione del ramo maschile dei Mortimer, al casato di York. Da tutto ciò, alla fine, scaturì la Guerra delle due rose.

## Geneaologia

Blasonatura dei Mortimer quali conti di March

Qui si riporta la linea principale della famiglia:
- Hugues († 1050 circa), vescovo di Coutances (disputato)[1]
- Roger "filius Episcopi" († 1074/1080), barone normanno di Mortemer e fondatore dell'abbazia di Saint-Victor-l'Abbaye
- Ranulph (I) de Mortimer (prima del 1070–1104 circa), barone anglo-normanno di Saint-Victor-l'Abbaye e signore di Wigmore
- Hugh (I) de Mortimer († 1148/53), fu signore di Wigmore
- Hugh (II) de Mortimer (prima del 1117-1180/81), figlio o fratello del precedente, fu signore di Wigmore
- Roger (II) of Mortimer (prima del 1153-1214), fu signore di Wigmore
- Hugh (III) of Mortimer († 1227), fu signore di Wigmore
- Ralph (II) o Ranulph of Mortimer (prima del 1198-1246), fratello del precedente, fu signore di Wigmore
- Roger (III) Mortimer (1231-1282), figlio del precedente, fu il I barone di Wigmore
  - Isabella Mortimer (dopo il 1247 – prima del 1292), contessa di Arundel
- Edmondo (I) Mortimer (1251–1304), fratello della precedente, fu il II barone di Wigmore
  - Roger (IV) Mortimer (1256 circa -1326), terzo figlio di Roger (III) Mortimer, fu il I barone di Chirk
- Roger (V) Mortimer (1287-1330), figlio di Edmondo (I) Mortimer II barone di Wigmore, fu il III barone di Wigmore e I conte di March
- Edmondo (II) Mortimer (1302/1303-1331)
  - Katherine Mortimer (ca. 1314 – 1369), contessa di Warkick
  - Agnes Mortimer (ca. 1317 – 1368), sorella della precedente, I contessa di Pembroke
- Roger (VI) Mortimer (1328-1360), figlio di Edmondo (II) Mortimer, fu il II conte di March e connestabile dell'esercito inglese in Francia
- Edmondo (III) Mortimer (1351-1381) fu III conte di March, jure uxoris conte di Ulster e lord luogotenente d'Irlanda. Sposò Filippa Plantageneta, imparentatosi con la famiglia reale
- Roger (VII) Mortimer (1374-1398), fu IV conte di March, e lord luogotenente d'Irlanda. Fu designato da re Riccardo II, senza discendenza, quale erede al trono d'Inghilterra
  - Edmondo (IV) Mortimer (1376-1409), fratello minore del precedente, combatté con Owain Glyndŵr e complottò con Henry Percy per deporre re Enrico IV. Da Edmondo discenderà Henry Percy, II conte di Northumberland
  - Roger (1393 circa-1409), fratello minore dei due precedenti, rimase segregato in prigione dal 1399 fino alla morte
- Edmondo (V) Mortimer (1391-1425), figlio di Roger (VII) Mortimer IV conte di March, fu il V conte di March e VII conte dell'Ulster. Morì senza discendenza
  - Anna Mortimer (1390 –1411), sorella del precedente, fu la madre di Riccardo Plantageneto, III duca di York, pretendente al trono inglese che iniziò la guerra delle due rose